# Vanessa Barrs
Vanessa Rosemary Duke Barrs est chercheuse vétérinaire australienne en maladies infectieuses félines. Barrs a créé des services de recherche clinique et des services vétérinaires spécialisés au Valentine Charlton Cat Center de l'Université de Sydney, où elle est également professeur de médecine féline et de maladies infectieuses. Barrs a découvert Aspergillus felis, un champignon environnemental qui provoque des maladies invasives et incurables chez les chats, les chiens et les humains.

## Enfance et éducation
Elle est née en Caroline du Nord alors que son père, Henry Deacon Barrs, était chercheur invité au CSIRO à l'Université Duke. Vanessa est la plus jeune de ses trois enfants. Elle a grandi à Griffith dans la Nouvelle-Galles du Sud.
Barrs a étudié les sciences vétérinaires à l'Université de Sydney et a obtenu son diplôme en 1990. Tout en poursuivant une spécialisation clinique, elle a obtenu une maîtrise en études cliniques vétérinaires de l'Université de Sydney en 1997 et a été admise en tant que membre du Collège des scientifiques vétérinaires d'Australie et de Nouvelle-Zélande en 1996 et a obtenu une bourse en 2000.

## Réalisations professionnelles
Barrs a reçu des prix, notamment une bourse de recherche Endeavour en 2011 et le Distinguished Scientist Award de l'Australian Small Animal Veterinary Association en 2009,. Ses prix d'enseignement incluent le prix d'excellence en enseignement de l'Association vétérinaire australienne 2008.
Elle est rédactrice scientifique du Veterinary Journal (Elsevier), elle siège au conseil d'administration de l'Australasian Society of Feline Medicine et, jusqu'en 2018, elle a été présidente de la Société internationale des maladies infectieuses des animaux de compagnie.